# توماس براكن
توماس براكِن (بالإنجليزية: Thomas Bracken)‏ (ديسمبر 1843-16 فبراير 1898)، شاعر وصحفي وسياسي نيوزيلندي من أصل إيرلندي. كتب نشيد «ربي احمِ نيوزيلندا»، وهو أحد النشيدين الوطنيين لنيوزيلندا، وكان أول شخص ينشر عبارة «بلد الله الخاص» التي تدعى بها نيوزيلندا. فاز أيضًا بجائزة جمعية أوتاغو كاليدونيان للشعر.
توفيت والدته مارغريت في عام 1846 ووالده توماس في عام 1852. أُرسِل إلى أستراليا في سن 12 ليعيش مع عمه جون كيرنان في غيلونغ، فيكتوريا.
تدرب براكِن على يد صيدلي في بنديجو، ثم انتقل لاحقًا للعمل في المزارع جزازًا وتاجرًا للماشية، وعمل لفترة من الوقت مستعدنًا للذهب وحارس متجر. في ذلك الوقت بدأ في كتابة حكايات حول أنشطة الحفارين المشاركين في حمى الذهب، وعن رجال الأسهم ورجال الرعي. أسس أيضًا توماس براكِن وشركاه مع ألكسندر باثغيت لشراء إيفنينغ هيرالد وإدارتها حتى استُبدلت في عام 1890 من قبل غلوب الليبرالية.

## مهنته الأدبية
في بداية عام 1869، في سن 25، انتقل إلى دنيدن في نيوزيلندا، حيث نُشر مجلد يحتوي على مجموعة مختارة من القصائد التي كتبها في أستراليا. في أثناء عمله في الجز وفي وظائف غريبة مختلفة، استمر في الكتابة، ونشر كتابًا صغيرًا من الشعر بعنوان، رحلات بين الكتان. لوحظ كتابه في الأوساط الأدبية، وفاز بجائزة جمعية أوتاغو كاليدونيان للشعر.
عزم براكِن على دخول الصحافة، وتولى منصبًا في فريق أوتاغو غارديان. في أثناء عمله في الغارديان، التقى بجون باثغيت الذي أسس بعد فترة قصيرة عام 1875 صحيفة ساترداي أدفرتايزر «لتعزيز الروح الوطنية في نيوزيلندا وتشجيع الأدب الاستعماري». كتب براكِن أيضًا في مورنينغ هيرالد وصحيفة نيوزيلندا. ولد لعائلة كاثوليكية، لكنه ارتد، وكان مفكرًا حرًا وماسونيًا.
أصبح براكِن محررًا وبدأ على الفور بتشجيع الكتاب المحليين. جُذب المساهمون الموهوبون ووصل تداول أدفرتايزر إلى 7000 نسخة، وهو إنجاز هام في تلك الحقبة. تشجع براكِن بسبب هذا النجاح الأدبي والتجاري، وساهم ببعض من هجائه الخاص، والفكاهة والشعر، بما في ذلك «ربي احمِ نيوزيلندا» الذي نشر في عام 1876، والذي كان محطًا للإعجاب على نطاق واسع وأصبح النشيد الوطني. كتب قصيدة غير مفهوم عام 1879.
على الرغم من أنه استخدم أغلب الأحيان أسماءً مستعارة مثل بادي مورفي وديديموس، سرعان ما نُشرت الأعمال الغزيرة باسمه في جميع أنحاء العالم وأصبح مشهورًا في جميع أنحاء أستراليا ونيوزيلندا. شملت أعماله المنشورة لاحقًا في مجلدات زهور الأرض الحرة، خلف القبر وقصائد أخرى (1871)، وأرض الماوري والماو (أو أناشيد أرض الماوري والماو)، وتأملات في ماوريلاند وأناشيد وكلمات: بلد الله الخاص وقصائد أخرى (1893).
أيد براكِن سياسات المساواة التي اتبعها الحاكم السير جورج غري، ودافع عن سيادة شعب الماوري الأصلي، وانتقد الحكومة لاحقًا بسبب ما اعتبره انتهاكًا لالتزاماتها بموجب معاهدة وايتانغي.
وصل إلى نيوزيلندا حين دخلت القوات الاستعمارية في حرب مع تي كوتي، الذي دخل في معركة تحت علمه المميز. تضمن العلم ثلاثة رموز يزعم البعض أنها كانت تدل على النجوم. يطلب نشيد براكِن الوطني من الله أن «يحرس النجم الثلاثي للهادئ»، وفسر بعض المؤرخين أنه يشير إلى علم تي كوتي ودعمه للماوري. اقتُرح أيضًا أن «النجم الثلاثي للهادئ» يعني ببساطة الجزر الرئيسية الثلاث لنيوزيلندا، الشمالية والوسطى وستيوارت، كما كان يشار إليهم آنذاك. لم يشرح براكِن أبدًا ما قصده، لذلك لا يوجد توضيح نهائي اليوم. (كانت هناك اقتراحات بأن براكِن كان يشير إلى رجل القنطور، النجم الثلاثي الساطع جدًا في درب التبانة، الذي لا يمكن رؤيته إلا في نصف الكرة الجنوبي. لكن هذا الأمر مستحيل لأن قنطور الأقرب، النجم الثالث في رجل القنطور، لم يُكتشَف حتى عام 1915، بعد حوالي 39 سنة من كتابة براكِن لنشيده).

## وفاته
توفي براكِن ليلة 16 فبراير 1898، ودفن في مقبرة دنيدن الشمالية. سمي برج مراقبة بالقرب على اسمه، مع إطلالة على امتداد المدينة، تكريمًا له.

## روابط خارجية
- توماس براكن على موقع ميوزك برينز (الإنجليزية)